# 2020年東京パラリンピックのボツワナ選手団
2020年東京パラリンピックのボツワナ選手団は、2021年8月24日から9月5日まで日本の東京で開催された2020年東京パラリンピックボツワナ選手団の名簿。

## 選手団
- 人員: 選手 2人
- 開会式旗手: グロリア・マジャガ

## 種目別選手・スタッフ名簿及び成績

### 陸上
| 選手               | 種目         | 予選      | 予選       | 決勝     | 決勝     |
| 選手               | 種目         | 結果      | 順位       | 結果     | 順位     |
| ------------------ | ------------ | --------- | ---------- | -------- | -------- |
| エドウィン・マスゲ | 男子400m T13 | 50秒13 PB | 7位 (4着)  | 50秒54   | 7位      |
| グロリア・マジャガ | 女子400m T13 | 1分04秒18 | 12位 (5着) | 予選敗退 | 予選敗退 |